# ليمور فأري
الليمور الفأري هو ليمور ليلي من جنس Microcebus. كباقي اللمورات يتواجد الليمور الفاري فقط في مدغشقر.
طول جسم وذيل الليمورات الفأرية أقل من 27 سنتيمتر (11 بوصة)، جعلًا منها أصغر الرئيسيات (أصغر نوع ليمور السيدة بيرت الفأري)، كذلك وزنهم يتقلب في استجابة لفترة ضوء النهار.
الليمور الفأر تأكل كل شيء تقريبًا؛ فأنظمتها الغذائية متنوعة وتشمل إفرازات الحشرات، والمفصليات، والفقاريات الصغيرة، الصمغ، والفاكهه، والزهور، والرحيق، وأيضًا الأوراق والبراعم تبعًا للموسم.

## الأنواع
- جنس Microcebus: ليمورات فأرية[4]
  - ليمور فأري رمادي، Microcebus murinus
  - ليمور فأري رمادي محمر، M. griseorufus
  - ليمور فأري ذهبي-بني، M. ravelobensis
  - ليمور فأري أصهب شمالي، M. tavaratra
  - ليمور سامبيرانو فأري، M. sambiranensis
  - Simmons' mouse lemur, M. simmonsi
  - ليمور فأري بيجمي، M. myoxinus
  - ليمور فأري بني، M. rufus
  - ليمور السيدة بيرت الفأري، M. berthae
  - ليمور جودمان فأري، M. lehilahytsara
  - ليمور جولي فأري، M. jollyae
  - ليمور ماك آرثر فأري، M. macarthurii [8]
  - ليمور ميترمير فأري، M. mittermeieri
  - ليمور كلير فأري، M. mamiratra, synonymous to M. lokobensis [9]
  - ليمور بونجولافا فأري، M. bongolavensis [9]
  - ليمور دانفوس فأري، M. danfossi [9]
  - Arnhold's mouse lemur, M. arnholdi [5]
  - Margot Marsh's mouse lemur, M. margotmarshae [5]
  - ليمور جرب الفأري، M. gerpi[10]
  - Anosy mouse lemur. M. tanosi[11][12]
  - Marohita mouse lemur. M. marohita[11][12]

## وصلات خارجية
- (بالإنجليزية) الهيكل العظمي للليمور الفاري –هيكل عظمي من جامعة تكساس في أوستن
- (بالإنجليزية) مقالات وأخبار ووسائط من بي بي سي